# Nguyễn Thúc Thùy Tiên
Nguyễn Thúc Thùy Tiên (Ciudad Ho Chi Minh, Vietnam, 12 de agosto de 1998) es una reina de belleza y modelo vietnamita. Fue coronada Miss Grand International 2021 el 4 de diciembre de 2021 en Bangkok, Tailandia, es la primera mujer vietnamita en ganar este concurso. Antes de eso, también representó a Vietnam en Miss Internacional 2018 en Japón. El primer ministro de Vietnam, Phạm Minh Chính, le otorgó el Certificado de mérito por Rostro joven destacado 2021 (en vietnamita: Gương mặt trẻ tiêu biểu 2021).

## Educación
Thùy Tiên nació el 12 de agosto de 1998 en Ciudad Ho Chi Minh. Una vez leyó Francés en la Facultad de Lengua Francesa de la Escuela de Ciencias Sociales y Humanidades, Universidad Nacional de Vietnam, Ciudad Ho Chi Minh antes de cambiar a una nueva especialización y luego obtener su licenciatura en Administración Internacional de Hoteles y Restaurantes (programa conjunto con Vatel) de la Universidad Hoa Sen en 2022.

## Trayectoria

### Miss Sur de Vietnam 2017
En 2017, Thùy Tiên participó en el concurso Miss Sur de Vietnam 2017 y obtuvo el título de primera finalista.

### Miss Vietnam 2018
Siendo la finalista de Miss Sur de Vietnam, tuvo la oportunidad de competir en Miss Vietnam 2018 y fue seleccionada para el Top 5 junto con el premio Beauty with a Purpose.

### Miss Internacional 2018
Thùy Tiên fue designada para ser la representante en Miss Internacional 2018 celebrado en Japón. Sin embargo, ella no entró al Top 15.

### Miss Grand Vietnam 2021
Thùy Tiên fue nombrada Miss Grand Vietnam 2021 y luego participó en Miss Grand International 2021. Fue coronada el 16 de noviembre de 2021.

### Miss Grand Internacional 2021
Durante la competencia nacional de disfraces, realizada el 30 de noviembre, usó un traje titulado «Ángel Azul» del diseñador Tín Thái, que presentaba un par de enormes alas con adornos dorados detrás, un elaborado tocado, guantes, así como voluminosas botas de plataforma con tacones de 8 pulgadas que supuestamente le dificultaba el caminar. Sin embargo, su disfraz causó una fuerte impresión y fue comentado positivamente, a pesar de otro percance que tuvo lugar hacia el final de su actuación cuando su ala derecha colapsó inesperadamente, lo que llevó a Thùy Tiên a comentar sobre el incidente en su página de Facebook: «¡Muchas gracias! Hubo un pequeño incidente con las alas, pero espero que todos lo ignoren y me apoyen en las próximas rondas».
En la competencia preliminar, celebrada el 2 de diciembre, usó un vestido rojo durante la presentación del vestido de noche.
El 4 de diciembre, en el espectáculo final, Thùy Tiên avanzó al Top 20. Después de eso, usó un bikini azul de dos piezas en la competencia de traje de baño que la ayudó a avanzar al Top 10.
Durante la presentación en inglés de Miss Grand International 2021, respondió sobre el tema de la paz mundial. Inmediatamente después, pronunció una frase en tailandés que significa «Hacer del mundo un lugar mejor para todos», mientras levantaba tres dedos juntos, un saludo símbolo de protesta, antidictadura inspirado en los Juegos del hambre, también es el saludo de los manifestantes prodemocracia en Tailandia y Birmania.
Durante la presentación del vestido de noche Top 10, usó un vestido llamado «The Crown Dress». Este es también el vestido elegido por la belleza en la ceremonia de coronación de Miss Grand Vietnam 2021.
Con esa respuesta y su actuación en traje de noche, una vez más avanzó al Top 5.
Durante la ronda de preguntas y respuestas de los 5 principales, el presentador le preguntó a Thùy Tiên: «Hay muchos problemas en el mundo en este momento, como los derechos humanos y la economía. ¿A quién elegirías y por qué?». Ella respondió:

«Si tuviera la oportunidad de elegir con quién hablar, me gustaría agradecer a la persona que inventó la vacuna de AstraZeneca. Porque ella no necesita el dinero para licenciar lo que inventó. Quiero enviarle mi agradecimiento a usted y a todos para hacerles saber que estoy muy agradecido con ustedes. Porque a veces eligen hacer cosas buenas. Sin exigir crédito por lo que hacen. Gracias».

Después de eso, con las mejores preguntas de la entrevista en inglés y tailandés, ganó el título y fue coronada por Miss Grand Internacional 2020, Abena Appiah.
En su calidad de Miss Grand International 2021, viajó a Tailandia, Perú, Ecuador, Colombia, España, Angola, Rumania, Reino Unido, India, Indonesia,  y su país de origen, Vietnam.

### Vietnam International Fashion Week 2022
El 29 de mayo de 2022, Thùy Tiên hizo una aparición como estrella invitada en el desfile de modas Bướm hoang / Wild Butterfly de Hoàng Hải (el desfile de clausura de la Semana Internacional de la Moda de Aquafina Vietnam Primavera/Verano 2022), en el que fue la sensacional, vestida con un vestido dividido hasta los muslos con diamantes de imitación y alas de ángel. Sin embargo, el cordón izquierdo de su zapato se soltó y se deslizó gradualmente hacia abajo durante su caminata, lo que provocó que tropezara con las decoraciones de mariposas en 3D adheridas a él y cayera sobre la pasarela. El incidente recibió una amplia atención en los medios vietnamitas, hasta el punto de que Thùy Tiên hizo sus propios comentarios sobre lo que sucedió exactamente.